# Matrimonio igualitario en Alemania
El matrimonio igualitario en Alemania es legal a partir del 1 de octubre de 2017. Desde 2001, se permiten las uniones civiles (alemán: eingetragene Lebenspartnerschaft) para parejas del mismo sexo que proporciona la mayoría de los derechos del matrimonio, exceptuando la adopción conjunta. El 22 de octubre de 2009, el Tribunal Constitucional de Alemania declaró que todos los derechos y obligaciones del matrimonio se extiendan a las parejas del mismo sexo e instó a la coalición gobernante a realizar modificaciones a la ley.
El 30 de junio de 2017, la Cámara baja de Alemania aprobó por mayoría el proyecto de ley de matrimonio entre personas del mismo sexo o "matrimonio para todos" ("Ehe für alle" en alemán). El 7 de julio de 2017, el proyecto de ley fue ratificado por la Cámara Alta. El 21 de julio de 2017, el Presidente Frank-Walter Steinmeier ratificó la nueva ley con su firma, entrando en vigor tres meses de su publicación en el diario oficial.

## Historia
La Ley de Asociación de Vida de 2001 fue un compromiso entre los partidarios de la igualdad del matrimonio y los conservadores de los partidos cristianos, cuya interpretación del matrimonio no incluye a las parejas de homosexuales. La Ley otorga una serie de derechos que disfrutan los matrimonios. El informe fue elaborado por Volker Beck de Los Verdes y fue aprobado bajo el gobierno de coalición Verde/Socialdemócrata.
El 17 de julio de 2002, el Tribunal Constitucional de Alemania aprobó la ley. El Tribunal consideró, por unanimidad, que el proceso que condujo a la promulgación de la ley era constitucional. El Tribunal de Justicia de 8 miembros resolvió, además, con tres votos en contra, que la esencia de la ley se ajusta a la Constitución, y determinó que a estas uniones podrían concedérseles los mismos derechos que los otorgados a las parejas casadas. La ley inicialmente había ocultado deliberadamente ciertos privilegios, como la adopción conjunta y los derechos de pensión por viudedad , en un esfuerzo por observar la "protección especial", que la Constitución establece para el matrimonio y la familia. El tribunal determinó que lo "especial" de la protección no estaba en la cantidad de protección, sino en el carácter obligatorio de esta protección, mientras que la protección de las uniones civiles quedó a criterio del Bundestag.
El 12 de octubre de 2004, la Gesetz zur Überarbeitung des Lebenspartnerschaftsrechts (Ley de Asociación de Vida (revisión)) fue aprobada por el Bundestag, el aumento de los derechos de las parejas del mismo sexo incluían, entre otras, la posibilidad de adopción del hijo del cónyuge, la pensión alimenticia, y reglas de divorcio, pero con exclusión de las mismas ventajas fiscales que un matrimonio. Hasta octubre de 2004, 5.000 parejas se habían inscrito en las uniones. Para 2007, este número había aumentado a 15.000, dos tercios de estas parejas eran entre dos hombres. Para 2010, el número había aumentado a 23.000.
En julio de 2008, el Tribunal Constitucional de Alemania dictaminó que un varón transexual, que se había sometido a una operación de cambio de género después de haber estado casado con una mujer por más de 50 años, podría permanecer casada con su esposa y cambiar de sexo legalmente. Se dio a la legislatura un año para efectuar los cambios necesarios en la legislación pertinente.

El 25 de octubre de 2009, el programa político de la nueva coalición de gobierno Democristiano/Liberal Democrático fue publicado. Se estipulaba que toda desigualdad de derechos entre los compañeros de vida (del mismo sexo) y parejas casadas (del sexo opuesto) sería eliminada. En esencia, esto convertiría en ley la sentencia del Tribunal Constitucional de 22 de octubre de 2009. Sin embargo, el Programa de Gobierno no mencionó los derechos de adopción.
El 17 de agosto de 2010, la Corte Constitucional Federal dictaminó que los cónyuges sobrevivientes de las uniones civiles tienen derecho a las mismas normas tributarias, como la herencia, que los matrimonios mixtos.

## Matrimonio igualitario
La CDU/CSU, los mayores miembros de la coalición de gobierno en Alemania, se oponen a la legalización de los matrimonios entre personas del mismo sexo. El Partido Verde, el Partido Socialdemócrata, y La Izquierda apoyan la legalización del matrimonio entre personas del mismo sexo.
Los Verdes, en la oposición, dieron a conocer un proyecto de ley sobre matrimonios entre personas del mismo sexo en junio de 2009. En marzo de 2010, el Senado de Berlín anunció su intención de introducir un proyecto de ley del matrimonio entre personas del mismo sexo en el Bundesrat, el representante federal de los estados alemanes. De acuerdo con el Senado, esta ley se acomoda mejor a la sentencia del Tribunal Constitucional según la cual las parejas del mismo sexo deben recibir el mismo trato que las heterosexuales. El Bundesrat terminó rechazando la ley. Solo Berlín, Brandemburgo y Renania del Norte-Westfalia votaron a favor del proyecto.
En junio de 2011, el Senado de Hamburgo, tras las pérdidas de CDU en las elecciones estatales de todo el país, anunció su intención de introducir nuevamente un proyecto de ley de matrimonio entre personas del mismo sexo en el Bundesrat.
El 30 de junio de 2017, la Cámara baja alemana aprobó por mayoría el proyecto de ley de matrimonio entre personas del mismo sexo, con los mismos derechos que las parejas heterosexuales, incluida la adopción conjunta. Rompiendo el acuerdo de coalición con los conservadores de Ángela Merkel, los socialdemócratas impulsaron el proyecto y consiguieron el apoyo de 393 diputados. Sin embargo, Merkel y otros 225 parlamentarios conservadores votaron en contra de su aprobación. El 7 de julio de 2017, la Cámara Alta dio el visto bueno al proyecto sin necesidad de voto. El 21 de julio de 2017, el presidente de la República, el socialdemócrata Frank-Walter Steinmeier ratificó la ley, que además permite la adopción conjunta. La ley entrará en vigor a partir de los tres meses de su publicación en el diario oficial del estado alemán.
La primera boda homosexual de Alemania se celebró el 1 de octubre de 2017 en el Rathaus Schöneberg (ayuntamiento), en Berlín, entre Bodo Mende y Karl Kreile.

## Reconocimiento a efectos de inmigración
Las parejas del mismo sexo conformadas por ciudadanos no comunitarios y ciudadanos de la Unión Europea, se consideran en la misma categoría que a los esposos a los efectos de los derechos de inmigración. Los matrimonios entre personas del mismo sexo celebrados en el extranjero, son considerados como uniones civiles para efectos legales. 

## Reconocimiento religioso
En Alemania se reconocen como válidas todas las uniones religiosas celebradas por comunidades reconocidas por el Estado. No obstante, para darle validez a un matrimonio, debe primero ser celebrada la ceremonia civil, oficiada por un funcionario del Registro civil (Standesamt).
La Iglesia evangélica en Alemania, la principal organización del protestantismo en el país, se subdivide en veinte iglesias regionales, las cuales tienen la libertad de decidir bajo sus propios mecanismos si realizar matrimonios homosexuales o no, así como también a cada pastor en cuya iglesia regional ha sido aprobado el matrimonio homosexual, tiene la libertad sobre la base de la objeción de conciencia de celebrar una boda o no. De las iglesias que sí realizan algún tipo de unión homosexual se encuentran las siguientes: 
- Iglesia Evangélica en Hesse y Nassau: Se realizan "bendiciones" de manera simbólica a parejas del mismo sexo desde 2002. En 2013 mediante algunas reformas estas bendiciones pasaron al registro oficial de la Iglesia.[18]
- Iglesia Evangélica en Renania: En el sínodo de enero de 2016, 211 pastores votaron a favor, 7 en contra y 2 abstenciones para la aprobación del matrimonio homosexual.[19]
- Iglesia Evangélica de Berlín-Brandeburgo-Silesia Alta Lusacia: Aprobó la celebración de matrimonios a parejas del mismo sexo en el sínodo de 2016.[20]

## Opinión pública
En septiembre y octubre de 2006, una encuesta a nivel europeo consideró que Alemania ocupaba el séptimo lugar de apoyo a los matrimonios entre personas del mismo sexo al interior de la Unión Europea, con un 52% de apoyo popular, detrás de los Países Bajos (82%), Suecia (71%), Dinamarca (69%), Bélgica (62%), Luxemburgo (58%), España (56%), igualando a la República Checa (52%) y estando por encima de la media comunitaria (44%).